# Serez
Serez est une commune française située dans le département de l'Eure, en région Normandie. Elle fait partie de la communauté d'agglomération Évreux Portes de Normandie.

## Géographie
Le Buisson-Messire-Robert est un hameau de la commune. Alors qu'il apparait comme rattaché à Foucrainville dans l'ouvrage d'Auguste Le Prévost en 1732, celui de Louis-Léon Gadebled en 1840 l'indique dépendant de Foucrainville et de Serez. Au milieu des propriétés de ce hameau se trouvent les ruines d'une construction ancienne, attribuée à un descendant des seigneurs d'Ivry, dont plusieurs se prénommaient "Robert".

### Hydrographie
La commune est située dans le bassin Seine-Normandie. Elle n'est drainée par aucun cours d'eau,.

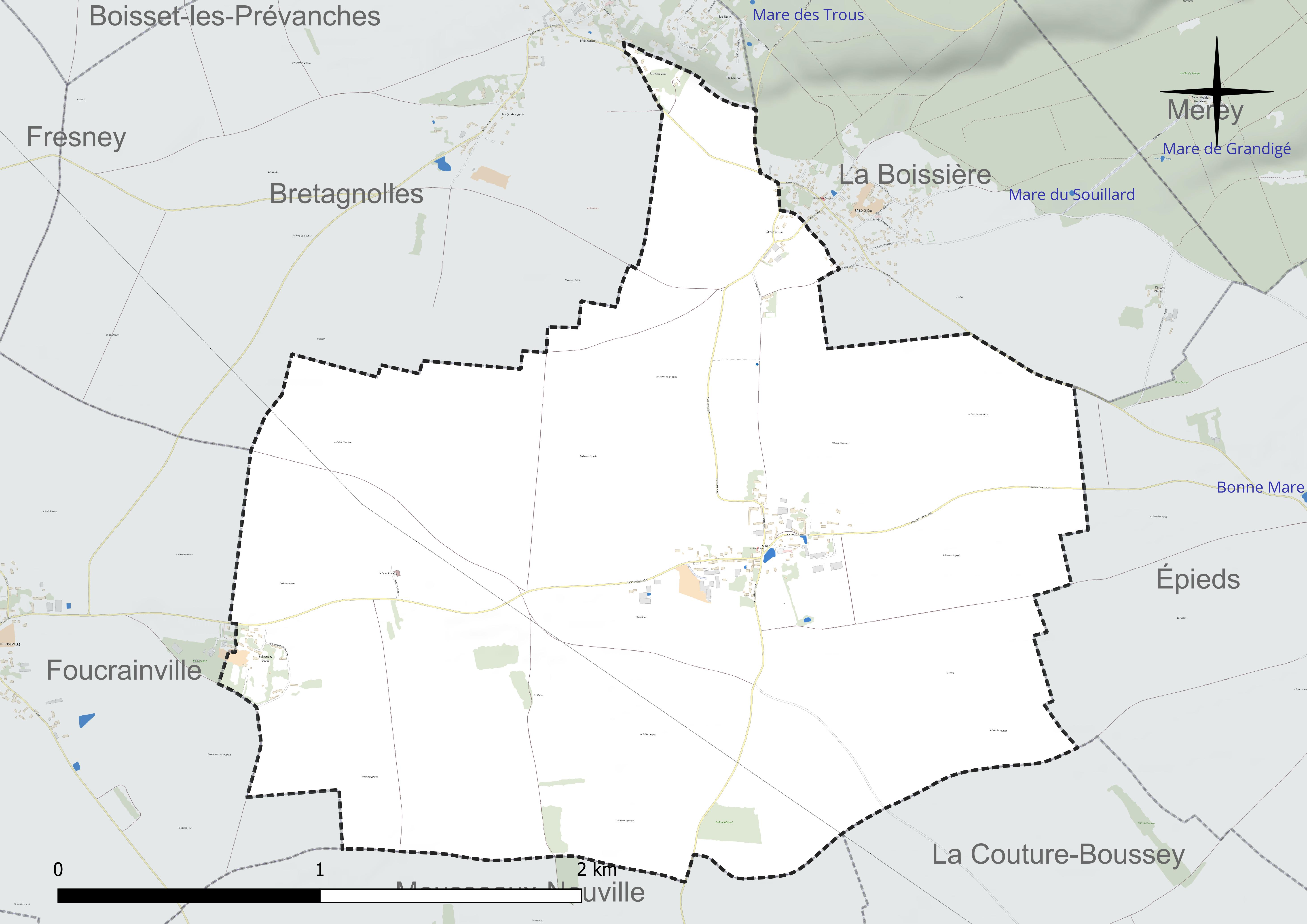
Réseau hydrographique de Serez.

### Climat
Pour des articles plus généraux, voir Climat de la Normandie et Climat de l'Eure.
En 2010, le climat de la commune est de type climat océanique dégradé des plaines du Centre et du Nord, selon une étude du CNRS s'appuyant sur une série de données couvrant la période 1971-2000. En 2020, Météo-France publie une typologie des climats de la France métropolitaine dans laquelle la commune est exposée à un climat océanique et est dans la région climatique  Sud-ouest du bassin Parisien, caractérisée par une faible pluviométrie, notamment au printemps (120 à 150 mm) et un hiver froid (3,5 °C). Parallèlement le GIEC normand, un groupe régional d’experts sur le climat, différencie quant à lui, dans une étude de 2020, trois grands types de climats pour la région Normandie, nuancés à une échelle plus fine par les facteurs géographiques locaux. La commune est, selon ce zonage, exposée à un « climat des plateaux abrités », correspondant aux plaines agricoles de l’Eure, avec une pluviométrie beaucoup plus faible que dans la plaine de Caen en raison du double effet d’abri provoqué par les collines du Bocage normand et par celles qui s’étendent sur un axe du Pays d'Auge au Perche.
Pour la période 1971-2000, la température annuelle moyenne est de 10,4 °C, avec  une amplitude thermique annuelle de 14,3 °C. Le cumul annuel moyen de précipitations est de 648 mm, avec 10,9 jours de précipitations en janvier et 8 jours en juillet. Pour la période 1991-2020, la température moyenne annuelle observée sur la station météorologique la plus proche, située sur la commune de Guichainville à 14 km à vol d'oiseau, est de 11,1 °C et le cumul annuel moyen de précipitations est de 659,6 mm,. Pour l'avenir, les paramètres climatiques de la commune estimés pour 2050 selon différents scénarios d’émission de gaz à effet de serre sont consultables sur un site dédié publié par Météo-France en novembre 2022.

## Urbanisme

### Typologie
Au 1er janvier 2024, Serez est catégorisée commune rurale à habitat très dispersé, selon la nouvelle grille communale de densité à 7 niveaux définie par l'Insee en 2022.
Elle est située hors unité urbaine. Par ailleurs la commune fait partie de l'aire d'attraction de Paris, dont elle est une commune de la couronne,. 

### Occupation des sols
L'occupation des sols de la commune, telle qu'elle ressort de la base de données européenne d’occupation biophysique des sols Corine Land Cover (CLC), est marquée par l'importance des territoires agricoles (95,1 % en 2018), une proportion sensiblement équivalente à celle de 1990 (95,3 %). La répartition détaillée en 2018 est la suivante : 
terres arables (95,1 %), zones urbanisées (4,9 %). L'évolution de l’occupation des sols de la commune et de ses infrastructures peut être observée sur les différentes représentations cartographiques du territoire : la carte de Cassini (XVIIIe siècle), la carte d'état-major (1820-1866) et les cartes ou photos aériennes de l'IGN pour la période actuelle (1950 à aujourd'hui).

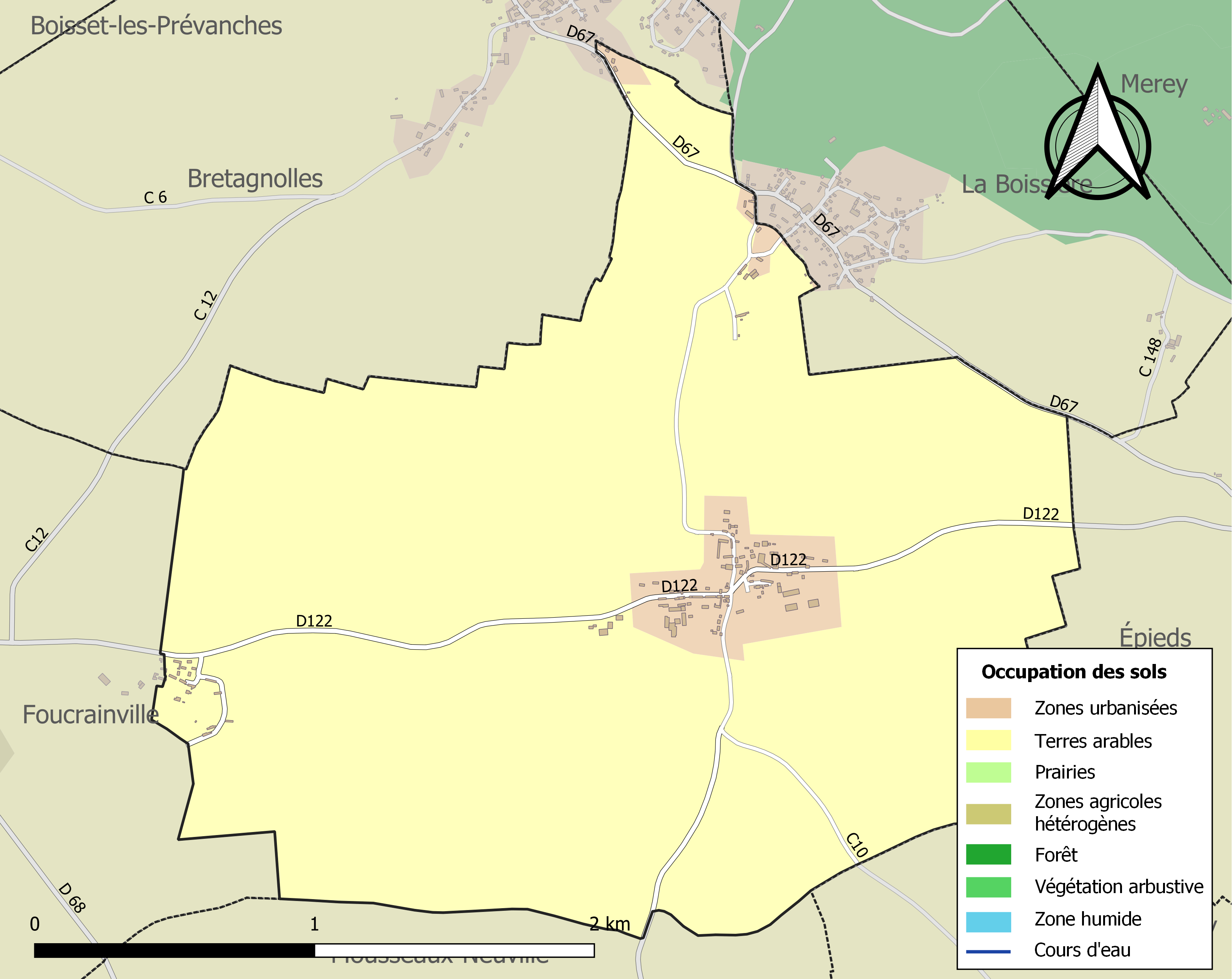
Carte des infrastructures et de l'occupation des sols de la commune en 2018 (CLC).

## Toponymie
Le nom de la localité est attesté sous les formes Ceris (reg. Phil. Aug.) au XIIIe siècle, Ceres en 1456 (aveu, archives nationales),.
Albert Dauzat et Charles Rostaing ne traitent pas de ce toponyme dans leur ouvrage Dictionnaire étymologique des noms de lieux en France (réédition Guénégaud 1979). François de Beaurepaire n’en dit guère plus, puisqu’il considère ce toponyme comme d'origine inconnue, suivi en cela par René Lepelley qui le qualifie d'obscur.
Cependant François de Beaurepaire note un lien, voire une homonymie avec Serez (Orrouer, Eure-et-Loir, Ceres 1223), Cirey (Côte-d'Or, Ceresio 722), Cirey (Haute-Marne, Ciresium XIIe siècle, Saint-Savin (Vienne, Cerisio IXe siècle, etc..

## Politique et administration
| Période                                  | Période  | Identité             | Étiquette | Qualité |
| ---------------------------------------- | -------- | -------------------- | --------- | ------- |
| 2009                                     | 2014     | Aline Martin         |           |         |
| 2014                                     | En cours | Jean-Michel Cailleux | SE        | Cadre   |
| Les données manquantes sont à compléter. |          |                      |           |         |

## Démographie
L'évolution du nombre d'habitants est connue à travers les recensements de la population effectués dans la commune depuis 1793. Pour les communes de moins de 10 000 habitants, une enquête de recensement portant sur toute la population est réalisée tous les cinq ans, les populations de référence des années intermédiaires étant quant à elles estimées par interpolation ou extrapolation. Pour la commune, le premier recensement exhaustif entrant dans le cadre du nouveau dispositif a été réalisé en 2008.

En 2022, la commune comptait 171 habitants, en évolution de +17,93 % par rapport à 2016 (Eure : −0,25 %, France hors Mayotte : +2,11 %).
| 1793 | 1800 | 1806 | 1821 | 1831 | 1836 | 1841 | 1846 | 1851 |
| ---- | ---- | ---- | ---- | ---- | ---- | ---- | ---- | ---- |
| 183  | 185  | 188  | 154  | 170  | 173  | 166  | 168  | 162  |

| 1856 | 1861 | 1866 | 1872 | 1876 | 1881 | 1886 | 1891 | 1896 |
| ---- | ---- | ---- | ---- | ---- | ---- | ---- | ---- | ---- |
| 172  | 151  | 142  | 138  | 120  | 101  | 111  | 114  | 119  |

| 1901 | 1906 | 1911 | 1921 | 1926 | 1931 | 1936 | 1954 | 1962 |
| ---- | ---- | ---- | ---- | ---- | ---- | ---- | ---- | ---- |
| 98   | 95   | 94   | 106  | 108  | 105  | 99   | 100  | 87   |

| 1968 | 1975 | 1982 | 1990 | 1999 | 2006 | 2008 | 2013 | 2018 |
| ---- | ---- | ---- | ---- | ---- | ---- | ---- | ---- | ---- |
| 82   | 74   | 66   | 115  | 129  | 142  | 146  | 139  | 163  |

| 2022 | - | - | - | - | - | - | - | - |
| ---- | - | - | - | - | - | - | - | - |
| 171  | - | - | - | - | - | - | - | - |

## Lieux et monuments
L'église Saint-Remi date du XVIe siècle et possède un portail d'entrée inscrit aux monuments historiques depuis le 21 mars 1962.

## Personnalités liées à la commune
- Nicolas Chédeville, compositeur et hautboïste français du XVIIIe siècle, est né le 20 février 1705 à Serez.
- François Corbier (Alain Roux), chanteur, est enterré au cimetière communal de Serez.